# Un 32 août sur terre
Un 32 août sur terre, ook bekend onder de Engelstalige titel August 32nd on Earth, is een Canadese dramafilm uit 1998 die geschreven en geregisseerd werd door Denis Villeneuve. De hoofdrollen worden vertolkt door Pascale Bussières en Alexis Martin. 

## Verhaal
Wanneer Simone een auto-ongeluk overleeft, besluit ze om haar carrière als model op te geven en een kind te verwekken met haar beste vriend Philippe, die gevoelens heeft voor haar hoewel hij al een relatie heeft met een andere vrouw. Hij gaat akkoord maar heeft een voorwaarde: het kind moet in de woestijn verwekt worden. De twee reizen vervolgens naar de zoutvlakte van Utah.

## Rolverdeling
| Acteur            | Personage                 |
| ----------------- | ------------------------- |
| Pascale Bussières | Simone Prévost            |
| Alexis Martin     | Philippe                  |
| Evelyne Rompré    | Juliette                  |
| Emmanuel Bilodeau | Beste vriend van Philippe |
| Marc Jeanty       | Janvier                   |
| Frédéric Desage   | Stéphane                  |
| Joanne Côté       | Monica                    |
| Paule Baillargeon | Dokter in ziekenhuis      |

## Trivia
- Debuutfilm van regisseur Denis Villeneuve.
- In zowel deze film als Villeneuves volgende film, Maelström (2000), speelt een auto-ongeluk een belangrijke rol.
- Un 32 août sur terre was in november 1998 de officiële inzending van Canada voor de Oscar voor beste niet-Engelstalige film.[1] De film werd uiteindelijk niet genomineerd.